# Hexatoma (Eriocera) flavocincta
Hexatoma (Eriocera) flavocincta is een tweevleugelige uit de familie steltmuggen (Limoniidae). De soort komt voor in het Afrotropisch gebied.